# مداوم (فیلم ۱۹۴۸)
مداوم (به هندی: Ziddi) یا یک‌دنده (به انگلیسی: Land of the young) فیلمی هندی محصول سال ۱۹۴۸ و به کارگردانی شاهید لطیف است. در این فیلم بازیگرانی همچون دو آناند، کامینی کاشال و پران ایفای نقش کرده‌اند.